# クリッパン

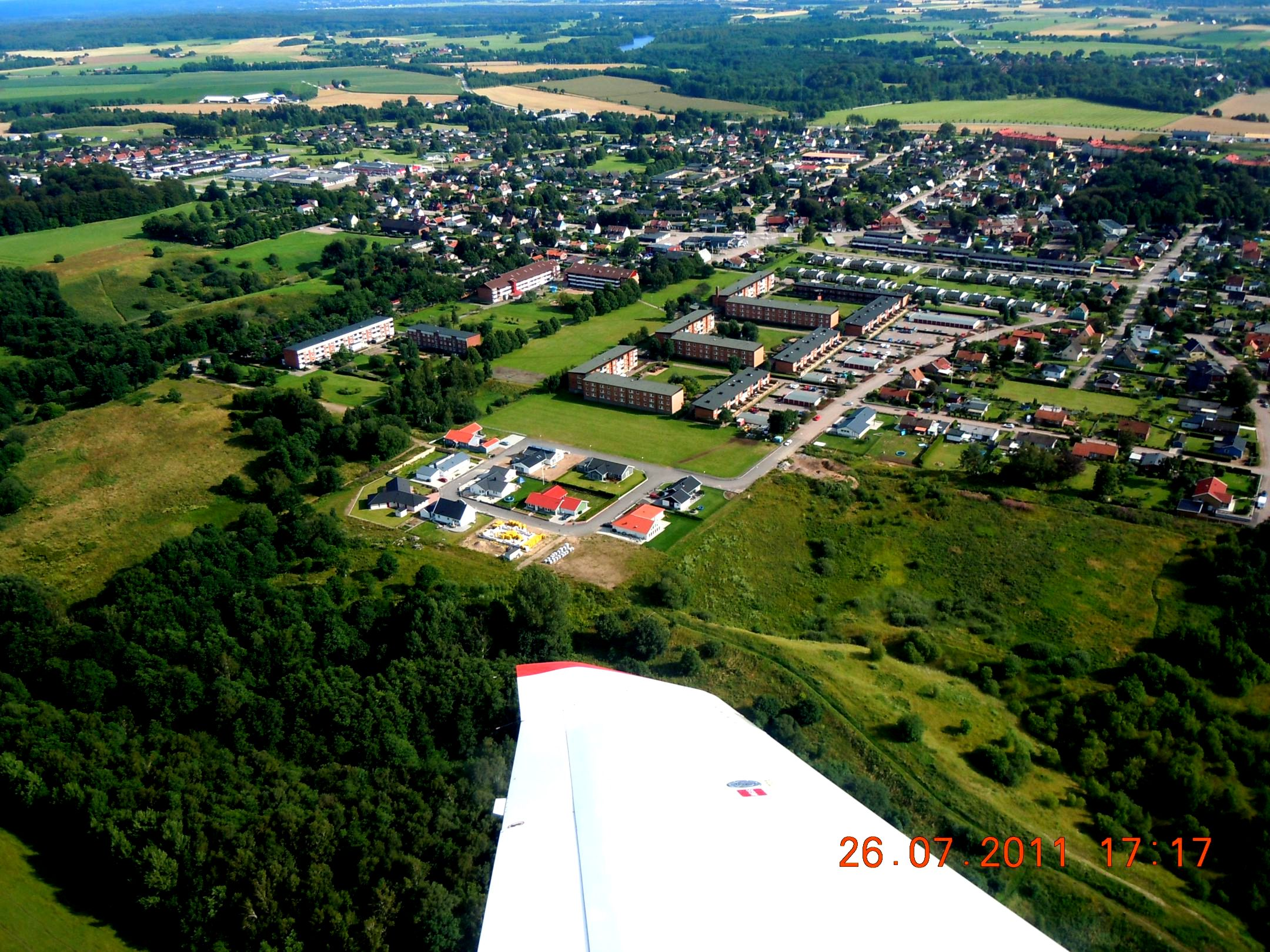
クリッパンの町並み（2012年9月）

クリッパン（スウェーデン語: Klippan）は、スウェーデン王国スコーネ県クリッパン市（コミューン）にある町。2011年時点での人口は8,411人を数える。

## 歴史
クリッパンの町は、1573年にレンネ川の急流に製紙工場（クリッパンス・ブルク）が設けられたことで発展を遂げた。元々この地にあった村はアビー（スウェーデン語: Åby）と呼ばれていたが、鉄道が開通した際に駅名に工場の名前が付けられ、その名前が集落全体に使われるようになった。
20世紀には皮革工場・乳製品工場・煉瓦工場も存在したが、その後閉鎖された。残っていた製紙工場も2006年6月に倒産したが、同年12月に稼働を再開した。

## ギャラリー

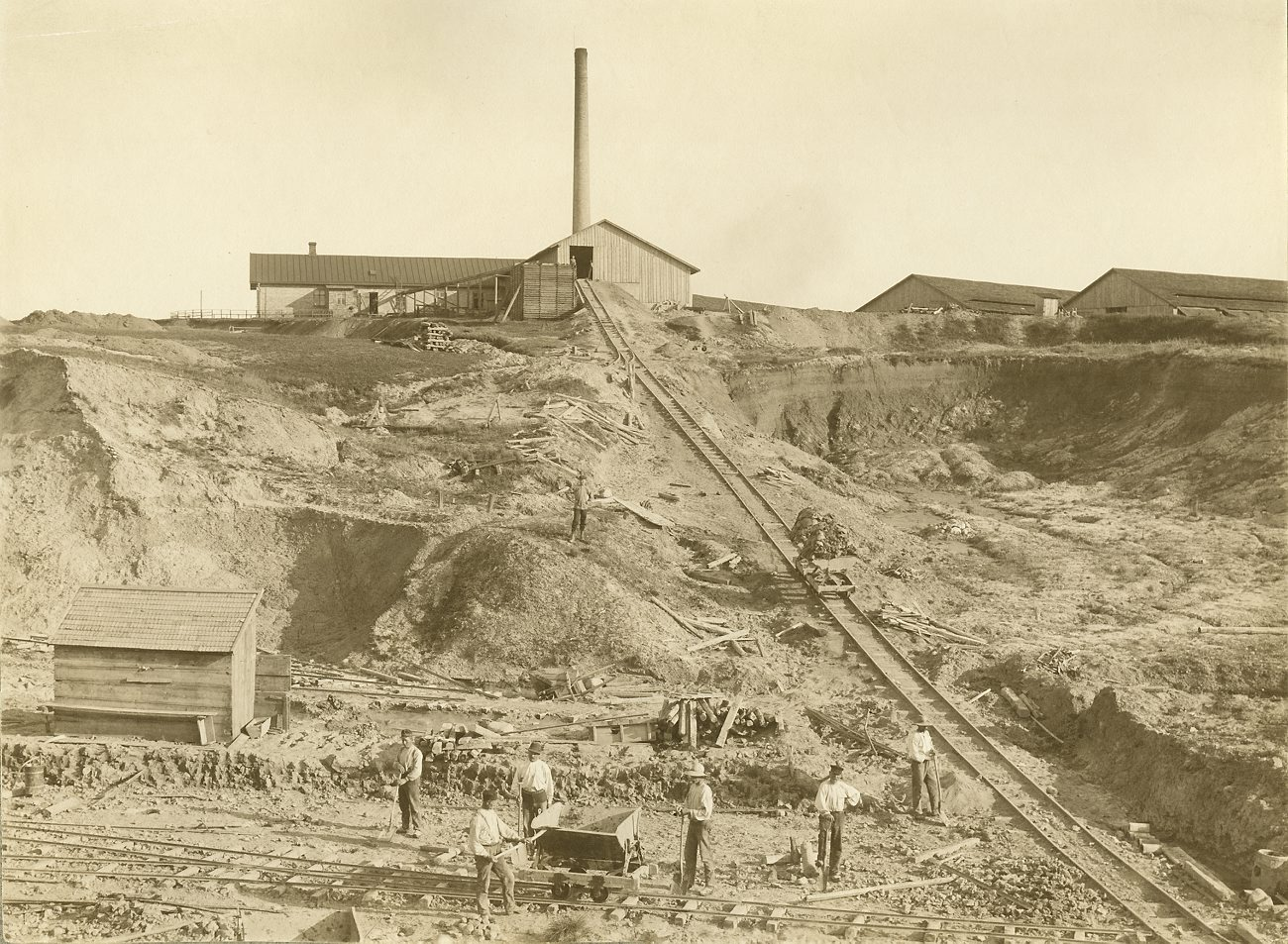
クリッパンの煉瓦工場（1900年頃）
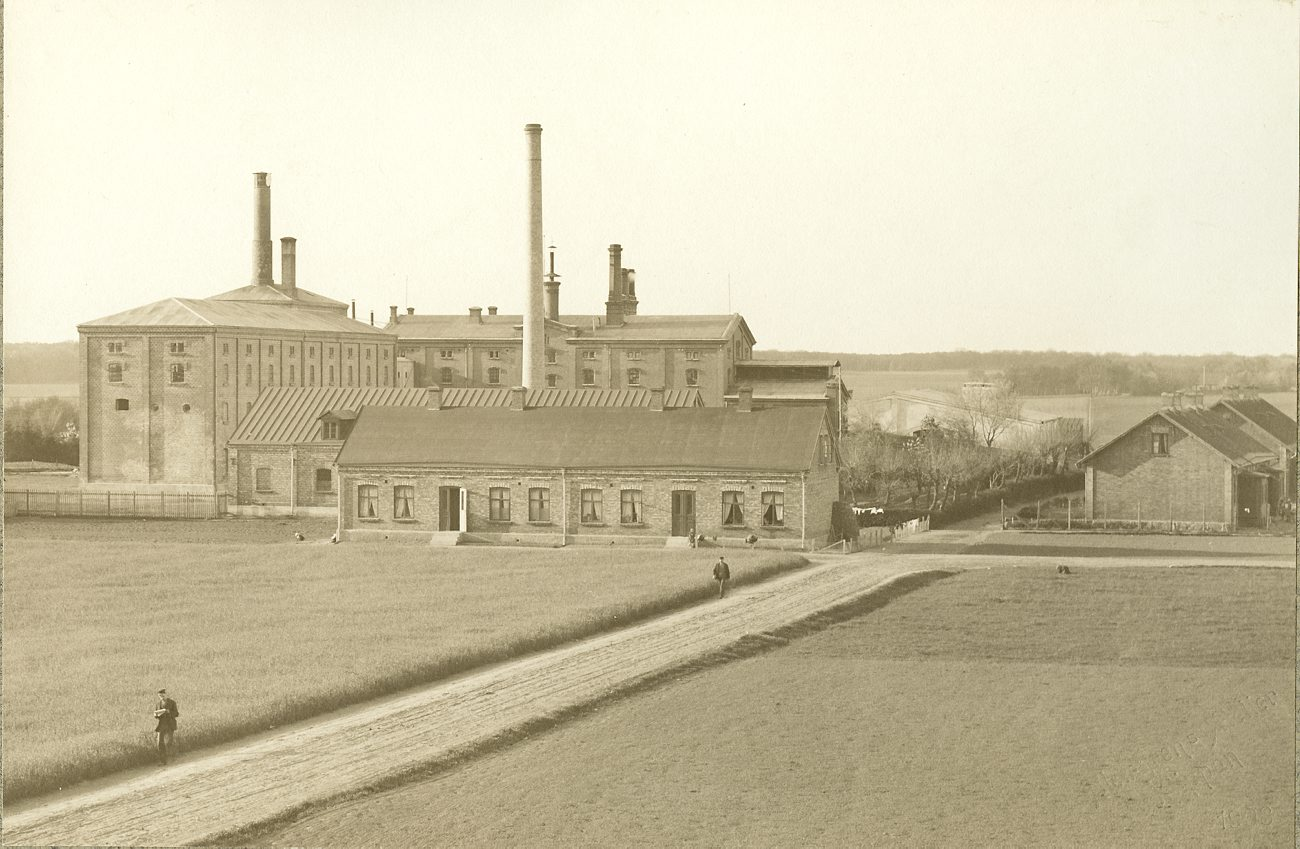
クリッパンの蒸留所（1908年）
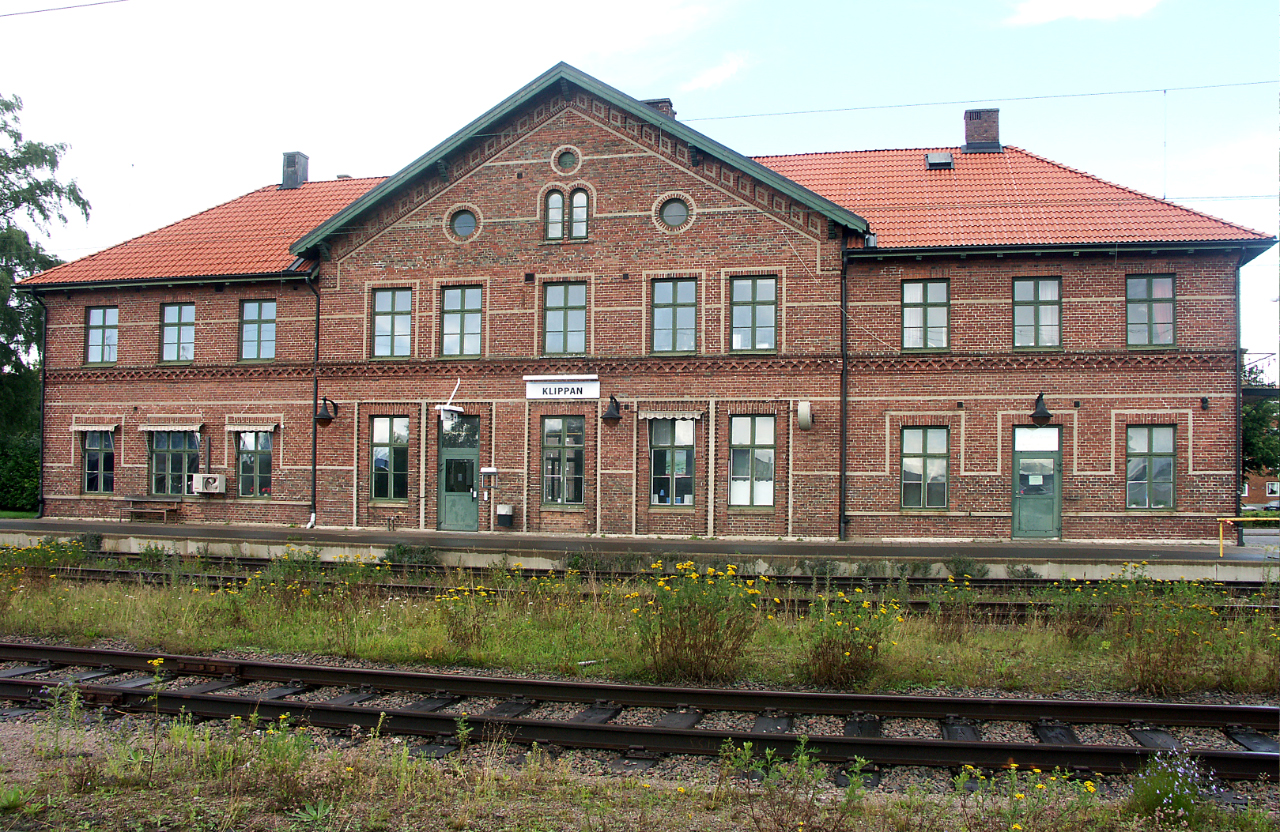
クリッパン駅の駅舎（2005年8月）